# 로열 발레단
로열 발레단(The Royal Ballet)은 코벤트 가든 내 로열 오페라 하우스에 상주하며, 영국의 대표 발레단이다.
1957년 이 발레단은 "로열 발레"라는 명칭을 부여받았다.

## 같이 보기
- 로열 발레 학교